# ダンカン・ワトモア
ダンカン・イアン・ワトモア（Duncan Ian Watmore、1994年3月8日 - ）は、イングランド・マンチェスター出身のプロサッカー選手。ミドルズブラFC所属。ポジションは、フォワード。

## 経歴
マンチェスター・ユナイテッドFCの下部組織でプレーを始めるが、12歳で退団。その後、16歳でトラフォードのアルトリンチャムFCの下部組織に入団した。下位クラブのレンタルを経て、2012年8月にトップチームデビュー。
2013年5月、プレミアリーグのサンダーランドAFCと契約を交わした。
2020年11月17日、ミドルズブラFCに移籍した。

## 人物
父のイアン・ワトモアはフットボール・アソシエーションの役員である。サッカー界きってのインテリとして知られており、2015年にニューカッスル大学を成績優秀で卒業した。

## タイトル

### 代表
- トゥーロン国際大会2016[8]